# Phelsuma lineata
Espèce
Synonymes
- Phelsumia lineata var. bifasciata Boettger, 1913
- Phelsuma lineata chloroscelis Mertens, 1962
- Phelsuma minuthi Börner, 1980

Statut de conservation UICN

 LC  : Préoccupation mineure
Statut CITES
Phelsuma lineata est une espèce de geckos de la famille des Gekkonidae. En français elle peut être nommée Gecko diurne ligné, Gecko diurne rayé, Phelsume rayé ou Phelsume ligné.

## Répartition
Cette espèce est endémique de Madagascar. Elle se rencontre au centre, à l'est et au nord-ouest selon les sous-espèces.
Durant la journée la température dépasse les 25 °C, avec des pointes locales à 30 °C. La nuit celles-ci chutent aux alentours de 20 °C. L'hygrométrie varie entre 60 et 80 % selon les moments de la journée et la saison. L'hiver les températures chutent quelque peu.

## Description

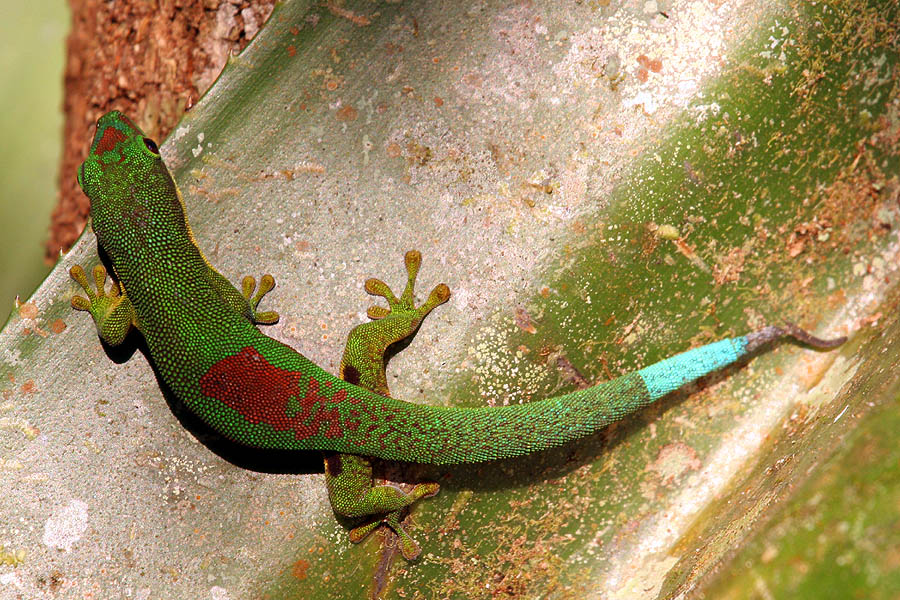
Phelsuma lineata

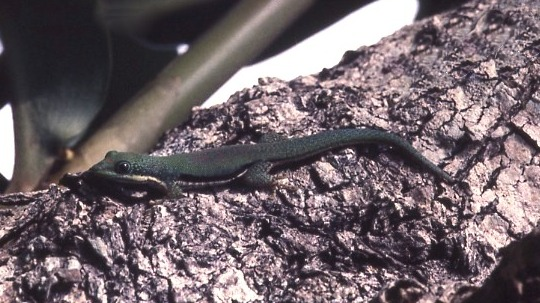
Phelsuma lineata

C'est un gecko arboricole vert clair, avec une grande tache rouge au centre du dos, qui s'étire en s'estompant vers l'arrière. Il présente également une petite tache rouge sur la tête, et une ligne noire sur chaque flanc. La queue est plus claire, tirant sur le jaune, parfois bleutée selon les individus. Elle mesure jusqu'à 130 mm pour la sous-espèce lineata et jusqu'à 100 mm pour la sous-espèce bombetokensis.

## Liste des sous-espèces
Selon The Reptile Database (1 novembre 2012) :
- Phelsuma lineata bombetokensis Mertens, 1964
- Phelsuma lineata elanthana Krüger, 1996
- Phelsuma lineata lineata Gray, 1842
- Phelsuma lineata punctulata Mertens, 1970

La sous-espèce Phelsuma lineata dorsivittata a été élevée au rang d'espèce.

## Alimentation
Ce gecko est insectivore mais il consomme également des fruits, dont il lèche la pulpe.

## Reproduction
La reproduction se produit au printemps, lors de la remontée des températures après l'hiver. Cette période plus fraiche semble nécessaire au déclenchement du comportement reproducteur.
Les femelles pondent jusqu'à six fois deux œufs durant la saison. Les œufs incubent un peu plus de deux mois dans des conditions normales (température moyenne de 28 °C).

## Étymologie
Le nom spécifique lineata vient du latin lineatus, rayé, en référence à l'aspect de ce saurien.

## En captivité
Cette espèce se rencontre en terrariophilie.

## Publications originales
- Gray, 1842 : Description of some new species of Reptiles, chiefly from the British Museum collection. The Zoological Miscellany, vol. 2, p. 57-59 (texte intégral).
- Krüger, 1996 : Zur Nomenklatur der lineata-Gruppe in der Gattung Phelsuma (Reptilia: Sauria: Gekkonidae). Sauria, vol. 18, no 3, p. 37-42.
- Mertens, 1964 : Fünf neue Rassen der Geckonengattung Phelsuma. Senckenbergiana Biologica, vol. 45, p. 99-112.
- Mertens, 1970 : Neues über einige Taxa der Geckonengattung Phelsuma. Senckenbergiana biologica, vol. 51, p. 1-13.